# 陈白沙祠
22°34′28″N 113°04′10″E / 22.57444°N 113.06944°E
陈白沙祠位于中国广东省江门市蓬江区白沙大道（原属新会县白沙乡白沙村），1979年列为广东省文物保护单位。2019年10月7日公布为第八批全国重点文物保护单位。现已辟为陈白沙纪念馆。
陈献章（1428年－1500年），新会人，居白沙乡，世称“白沙先生”，明代著名的思想家。在白沙村的白沙祠是新会县的第三座白沙祠（另两座现已不存），被白沙后人称为“家祠”，建成于明万历十二年（1584年），正是这一年，陈献章诏准从祀孔庙。白沙家祠以白沙故居碧玉楼为建筑基础，为三进式的建筑，第一进为贞节堂，供奉白沙先公与太夫人；第二进为崇正堂，供奉陈白沙；第三进则为碧玉楼。

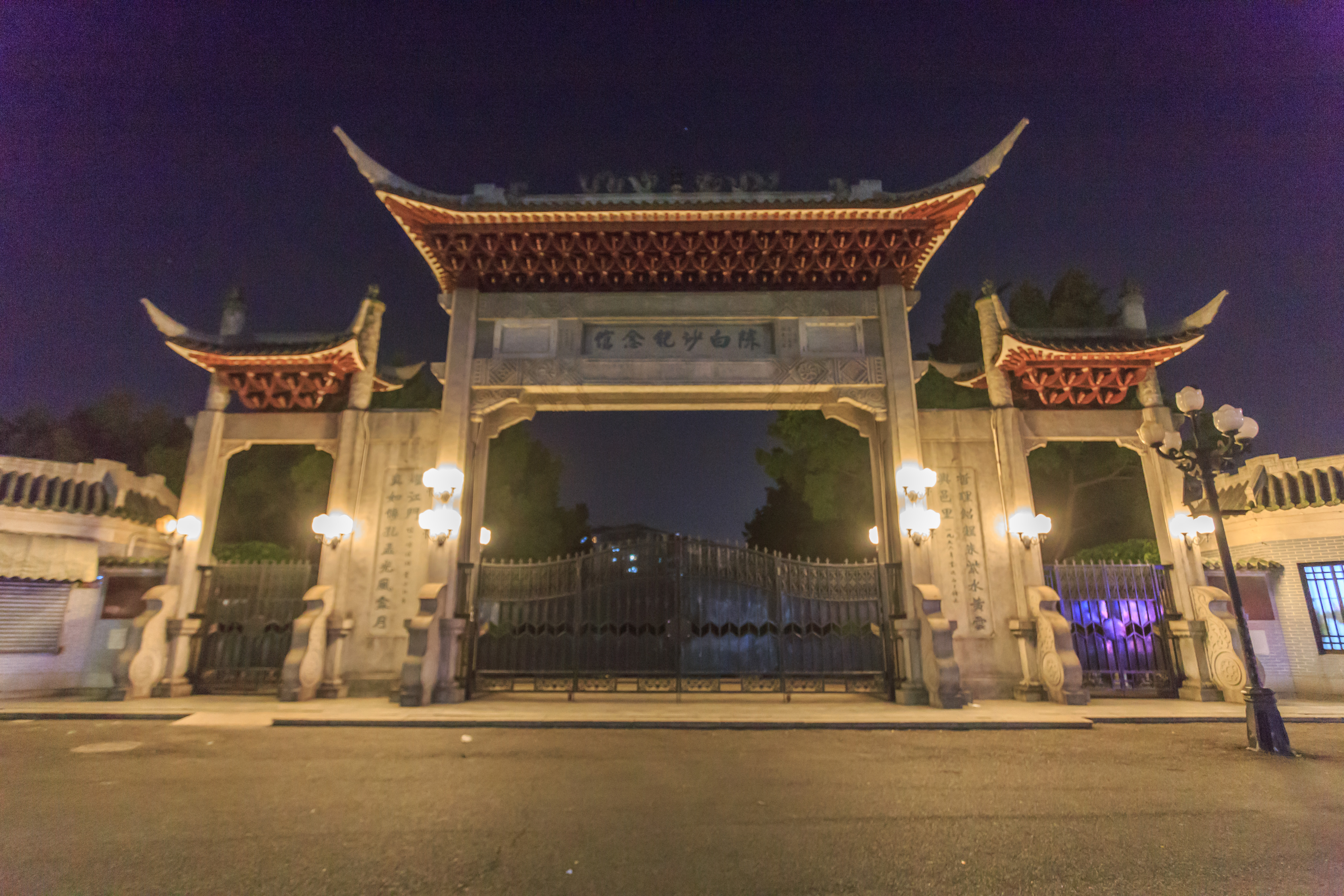
陈白沙纪念馆大门

## 圖集

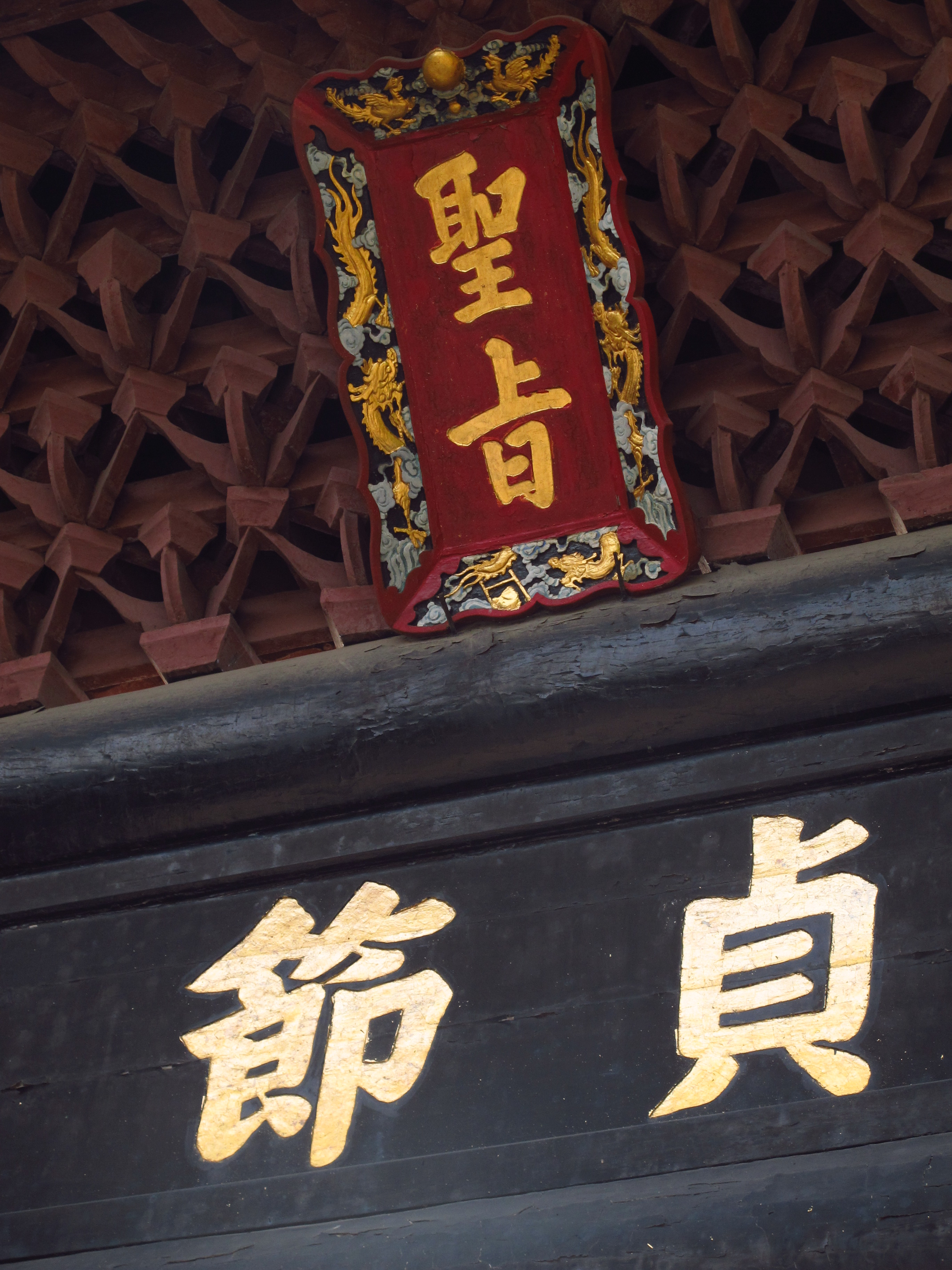
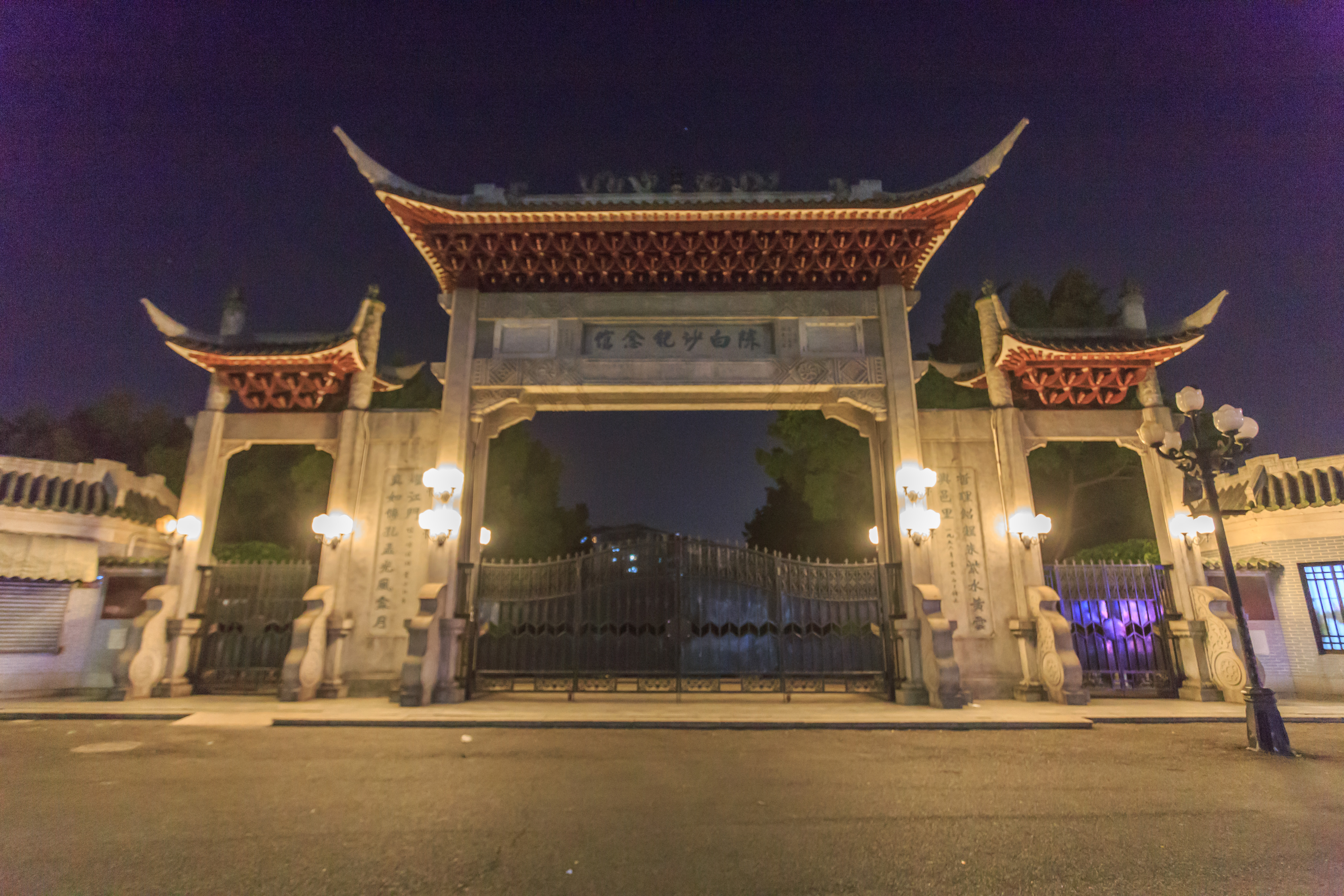